# 바르샤바 국립경기장

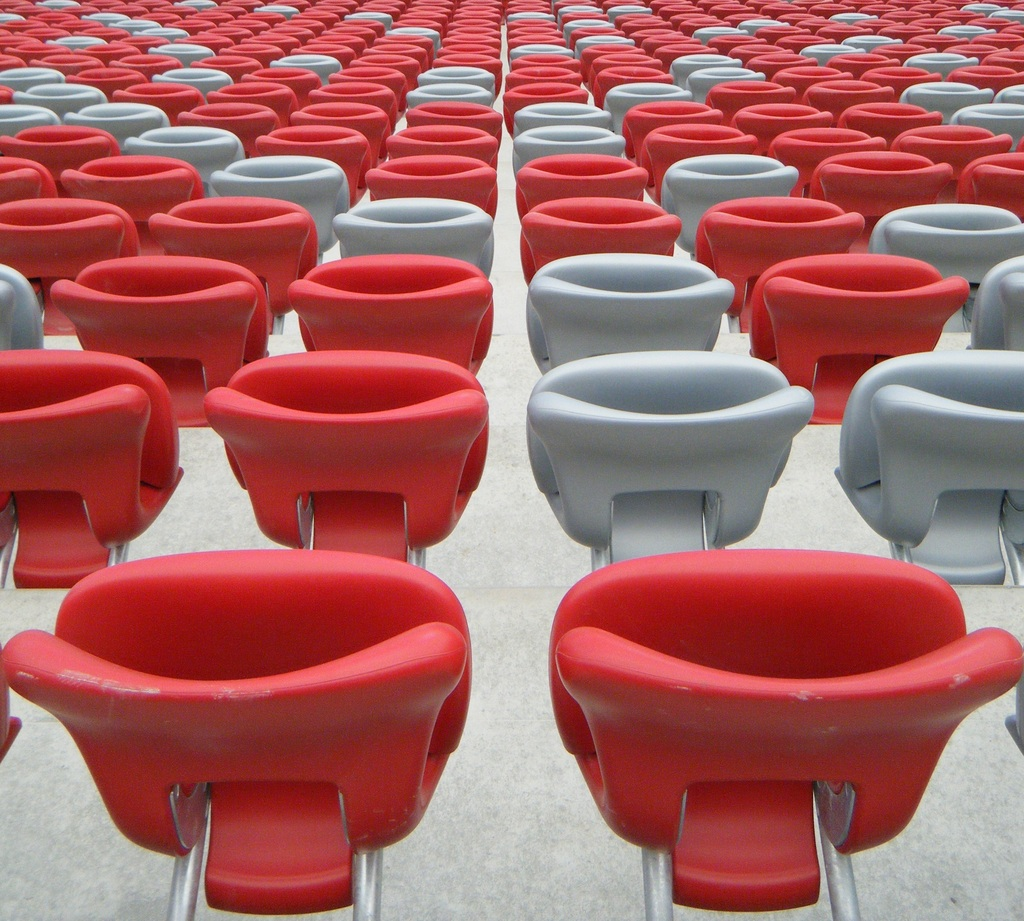
표준 경기장 좌석, 유형: FCB 빨강 및 은 색상

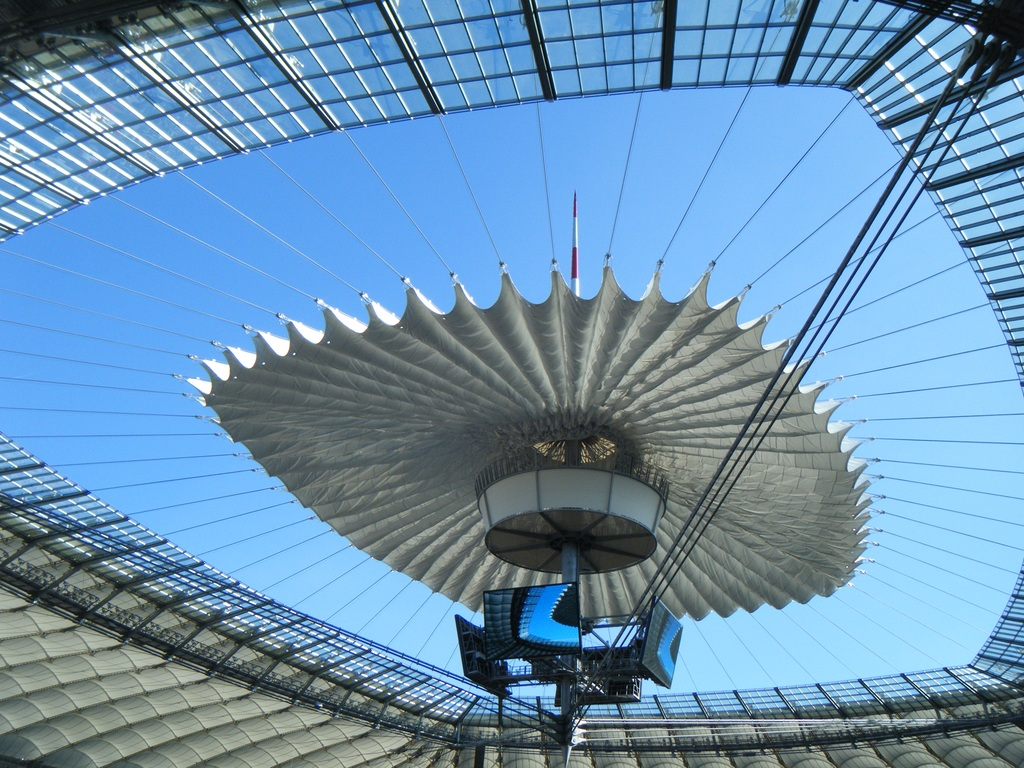
개방 과정이 독특한 개폐식 루프 멤브레인

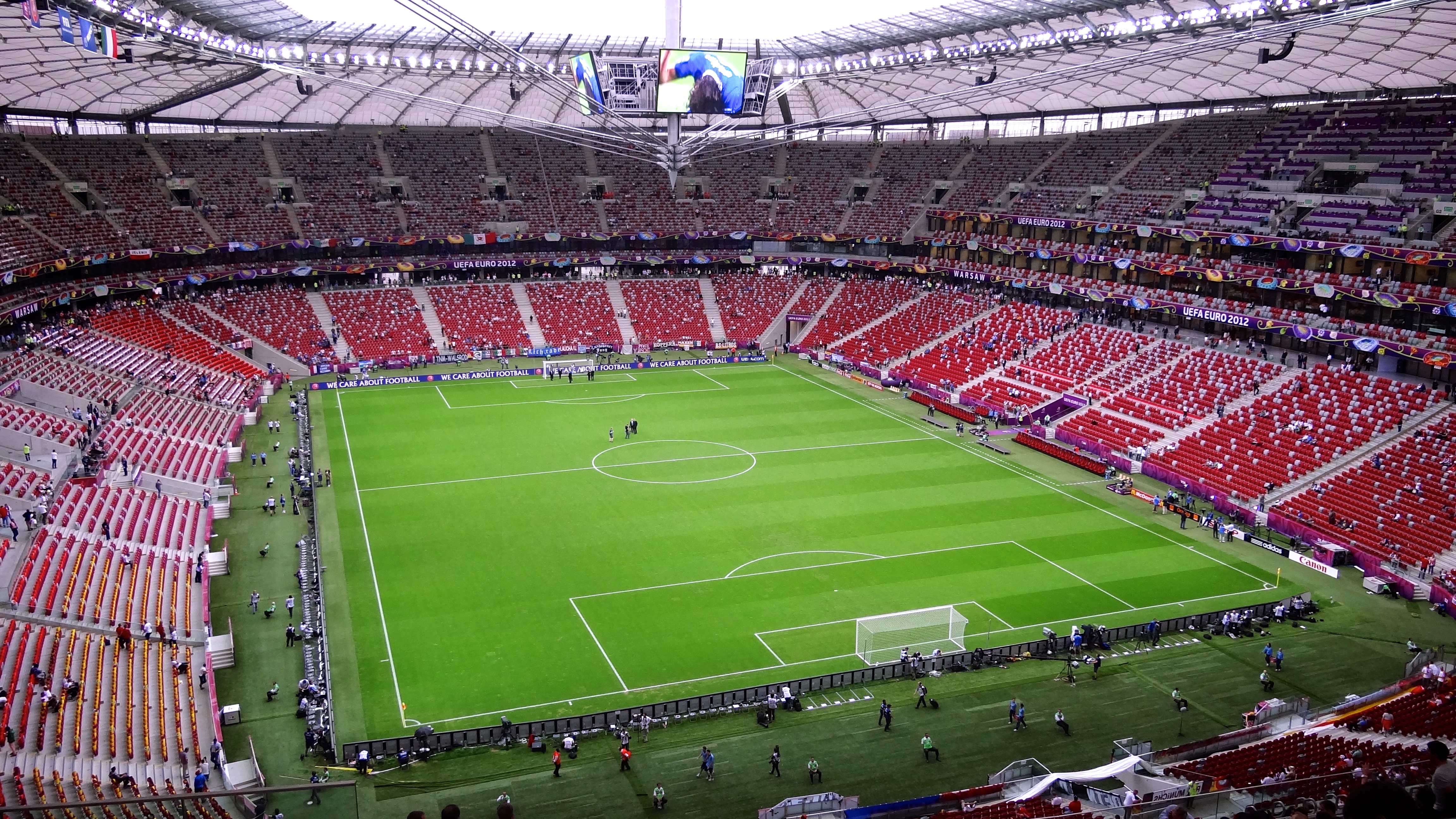
2012년 6월 28일 독일과 이탈리아의 UEFA 유로 2012 준결승전 전 국립경기장 내부

바르샤바 카지미에시 구르스키 국립 경기장(폴란드어: Stadion Narodowy im. Kazimierza Górskiego, 폴란드어 발음: [ˈstadʲjɔn narɔˈdɔvɨ], 영어: Warsaw Kazimierz Górski National Stadium)은 폴란드 바르샤바에 위치한 축구 경기장으로 폴란드 축구 국가대표팀의 홈 구장으로 사용되고 있다. 현재 명명권 계약에 따라 PGE 나로도비로 부르고 있다. 
스타디온 지에시엥치올레치아(Stadion Dziesięciolecia, 폴란드어로 "10주년 경기장"이라는 뜻)가 있던 곳에 건설되었고 UEFA 유로 2012 경기장으로 선정되었다. 2012년 1월 29일에 준공되었으며 UEFA 유로 2012 개막전과 준결승전 경기가 열렸다. UEFA 유로파리그 2014-15 시즌의 결승전 경기가 열린 경기장이기도 하다.